# Volker Haas
Volker Haas (* 1963) ist ein deutscher Jurist, Strafverteidiger und Hochschullehrer an der Ruprecht-Karls-Universität Heidelberg.

## Leben
Haas studierte Philosophie und Rechtswissenschaften, von 1984 bis 1987 zuerst an der Universität Saarbrücken, später von 1987 bis 1992 an der Universität Tübingen, wo er im Juli 1992 sein Erstes Juristisches Staatsexamen ablegte. 1997 legte er sein Zweites Staatsexamen in Göttingen ab. Danach kehrte er nach Tübingen zurück, um als wissenschaftlicher Mitarbeiter am Lehrstuhl von Hans-Ludwig Günther zu arbeiten, bei dem er zuvor schon als wissenschaftliche Hilfskraft tätig war. Unter Günther promovierte er 2001 auch zum Dr. jur. Nach seiner Promotion arbeitete bis zu seiner Habilitation als Günthers wissenschaftlicher Assistent. Mit seiner Habilitation im Jahre 2006 erwarb Haas die Lehrbefugnis für die Fächer Strafrecht, Strafprozessrecht, Strafrechtsgeschichte und Rechtsphilosophie.
Es folgten Lehrstuhlvertretungen an den Universitäten Marburg und Heidelberg. 2010 folgte er einem Ruf der Universität Heidelberg, wo er 2011 zum ordentlichen Universitätsprofessor ernannt wurde und den Lehrstuhl für Strafrecht und Strafprozessrecht am Institut für deutsches, europäisches und internationales Strafrecht und Strafprozessrecht innehat.
Haas’ Forschungsschwerpunkte liegen insbesondere in den rechtshistorischen und rechtsphilosophischen Grundlagen des Strafrechts und des
Strafprozessrechts, der Dogmatik des Strafrechts, seiner interdisziplinären Bezüge und sonstigen rechtsphilosophischen und rechtstheoretischen Fragestellungen. Er ist Beirat der Zeitschrift Jura Studium & Examen (JSE).
Neben seiner Tätigkeit als Hochschullehrer ist Haas als Strafverteidiger tätig.

## Schriften
- Kausalität und Rechtsverletzung. Ein Beitrag zu den Grundlagen strafrechtlicher Erfolgshaftung am Beispiel des Abbruchs rettender Kausalverläufe. Duncker & Humblot, Berlin 2002, ISBN 978-3-428-10665-3. (Dissertation)
- Strafbegriff, Staatsverständnis und Prozessstruktur. Zur Ausübung hoheitlicher Gewalt durch Staatsanwaltschaft und erkennendes Gericht im deutschen Strafverfahren. Mohr Siebeck, Tübingen 2008, ISBN 978-3-16-149402-4. (Habilitationsschrift)
- Die Theorie der Tatherrschaft und ihre Grundlagen. Zur Notwendigkeit einer Revision der Beteiligungslehre. Duncker & Humblot, Berlin 2008, ISBN 978-3-428-12728-3.

Hinzu kommen Aufsätze in Fachzeitschriften und Festbeiträgen wie Kritik der Tatherrschaftslehre in ZStW, 2007, S. 519ff. oder Erscheinungsformen und Problematik der teilweisen Mittäterschaft in JR 2014, S. 104ff.